# Михайлов, Александр Яковлевич (актёр)
Алекса́ндр Я́ковлевич Миха́йлов (при рождении — Бара́нов; род. 5 октября 1944, Оловянная, Оловяннинский район, Читинская область, СССР) — советский и российский актёр театра, кино, озвучивания и дубляжа, кинорежиссёр, педагог, общественно-политический деятель; народный артист РСФСР (1992), народный артист Приднестровской Молдавской Республики (2014), заслуженный артист Автономной Республики Крым (2009), лауреат Государственной премии РСФСР имени братьев Васильевых (1983) и премии Ленинского комсомола (1981).
Всего исполнил более 85 ролей в кино и около 50 ролей в театре. Среди наиболее известных работ — главные роли царя Ивана Грозного в Малом театре, князя Мышкина и Родиона Раскольникова в Приморском драматическом театре, главные роли в фильмах «Любовь и голуби», «Мужики!..», «Отряд специального назначения», «Белый снег России», «Милый друг давно забытых лет…», «Очарованный странник», «Змеелов» и других. Известен также как исполнитель песен, романсов, стихотворений. Занимается общественно-политической деятельностью, баллотировался в Госдуму РФ.

## Биография
Александр Михайлов родился 5 октября 1944 года в посёлке Оловянная Читинской области (ныне Забайкальский край) на улице Каратаева (по собственным словам — в бурятском посёлке Цугольский дацан), по национальности ― русский. Один из его дедов, донской казак, был офицером Белой армии, второй дед — офицером Красной армии, что не мешало обоим любить Россию, дружить между собой и не выдавать друг друга. Став взрослым, Михайлов почитает обоих дедов, признаёт, что их взгляды, заветы и воспитание оказали влияние на его патриотическое мировоззрение. Детство Александра прошло в селе Цугол, в Могойтуйском районе Агинского Бурятского автономного округа. Потом семья переехала на станцию Степь. Вскоре родители разошлись, мать, работавшая на железной дороге, кирпичном заводе и рудниках, воспитывала Александра одна, его домашнее имя было Шурка.
В молодости мечтал о море, увлекался произведениями Джека Лондона, после 7-го класса уговорил мать переехать во Владивосток. После неудачных попыток поступить в Нахимовское училище, Михайлов окончил СПТУ-7 Владивостока (мореходное училище) и работал матросом-мотористом на рыбацком дизель-электроходе «Ярославль», на других судах в Охотском и Японском морях, в Тихом океане, получил неоценимый опыт работы на палубе в мороз, пургу и шестибалльный шторм.
В 1969 году Михайлов окончил театральный факультет Дальневосточного педагогического института искусств по специальности «Актёр театра и кино».
В 1970—1979 годах был актёром в Саратовском драматическом театре имени К. Маркса.
С 1979 года — в Москве: до 1985-го служил в Театре им. М. Н. Ермоловой, в 1985—2004 годах выступал на сцене Малого театра.
В 1985 году был председателем Государственной экзаменационной комиссии на выпускном экзамене по мастерству актёра в Дальневосточном институте искусств — выпуск Сергея Гришко.
В 1997 году Михайлов дебютировал как певец, составив вместе с композитором Евгением Бедненко концертную программу «Очарованные странники» из русских народных песен, романсов, казачьих песен (собиранием песенного материала Александр Яковлевич занимался в поездках по родным местам), с которой он и музыкальная группа Бедненко «Хорус» выступали в филиале Малого театра, Театре имени Ермоловой и гастролировали по стране. С тех пор актёр часто выступает перед зрителями с концертными программами, иногда аккомпанируя себе на гитаре.
В 2012 году стал педагогом Летней киноакадемии Никиты Михалкова.
В настоящее время Александр Михайлов живёт в Москве (Зеленограде). Участвует в творческих вечерах и телепрограммах. Является руководителем и преподавателем актёрской мастерской ВГИКа им. С. А. Герасимова. Участвует в театральной антрепризе, в качестве приглашённого артиста с октября 2017 года играет в спектакле «Самая большая маленькая драма» на сцене театра Ермоловой.
Характерное амплуа Михайлова — мужественный лирико-романтический персонаж, возрастной покоритель женских сердец, часто с военной выправкой, изящными манерами и благородной харизмой бывалого ветерана силовых структур. Вместе с тем актёр, с юных лет почитающий труд стражей закона и правопорядка, избегает участия в типовых «блокбастерах» со «стрелками» и перестрелками. Михайлову неприятен распространённый в российском кинематографе, кочующий из одного сериала в другой стереотипный конфликт между полицейскими и бандитами. Артист старается придирчиво выбирать роли, стремится сам и учит студентов строго относиться к выбору кинематографического и сценического материала, сюжета, «уважать себя, профессию и своего зрителя».
Автор книги автобиографической прозы.
В середине июня 2022 года в российский прокат вышла спортивная драма «Бультерьер», созданная при участии актёра. В фильме также сыграли Владимир Минеев (действующий боец MMA), Анастасия Красовская и Виталий Кищенко.
С октября 2022 года — ведущий программы «Хорошие песни» на канале «ТВ Центр» (совместно с Элеонорой Филиной).
Член Правления Центрального дома работников искусств.

## Общественная позиция
В 2005 году вошёл в состав Главного совета восстановленного Союза русского народа.

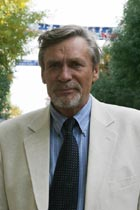
Михайлов в 2006 году

В 2006 году Александр Михайлов стал президентом Межрегионального общественного фонда имени М. С. Евдокимова (Александр Михайлов и Михаил Евдокимов были близкими друзьями).
В 2012 году избран членом Общественной палаты Центрального федерального округа.
По политическим взглядам близок к русским националистам, участвовал в «Русском марше» 4 ноября 2012 года. Государственный телеканал «Россия-24» отмечал, что Михайлов известен выступлениями на «русских маршах» и националистических митингах.
11 марта 2014 года подписал обращение деятелей культуры Российской Федерации в поддержку политики президента РФ В. В. Путина на Украине и в Крыму. В августе побывал с концертом в Приднестровской Молдавской Республике. 28 декабря творческий вечер артиста прошёл в Луганской филармонии, где он назвал себя «таким же колорадом, как и некоторые жители Донбасса».
12 февраля 2015 года СБУ запретила Михайлову на 5 лет въезд на территорию Украины за публичную поддержку непризнанных государственных образований ЛНР и ДНР и посещение этой территории, находящейся под контролем самопровозглашённых структур.
Был в федеральном списке «Справедливой России» на выборах в Госдуму в 2007 году, в списке партии «Родина» на думских выборах 2016 года.
С 2017 года депутат Совета депутатов муниципального округа Раменки Западного административного округа города Москвы.
В 2022 году поддержал российское вторжение на Украину, заявив что Россия «воюет с нациками», в марте 2022 года подписал обращение в поддержку военного вторжения. 7 января 2023 года внесён в санкционный список Украины за поддержку и оправдание российской агрессии против Украины, а также поддержку «агрессивной политики путинского режима».
В 2024 году стал доверенным лицом кандидата в президенты России Владимира Путина.

## Семья
- Первая жена — Вера Мусатова, руководитель пресс-службы Международного кинофестиваля «Киношок».
  - Сын — Константин Михайлов (1969 г. р.), телерадиоведущий.

- Вторая жена (с 2003 года[23]) — Оксана Васильева (1967 г. р.), врач; вдова актёра Владимира Васильева. Михайлов усыновил её сына от первого брака Владислава.
  - Дочь — Мирослава, церковное имя по Святцам Акилина (2002 г. р.)[24].

- Внебрачная дочь — Анастасия Михайлова (1991 г. р.; от связи с актрисой Ольгой Кузнецовой), актриса[25].

## Творчество

### Роли в театре

#### Приморский краевой драматический театр им. Горького (г. Владивосток)
- «Преступление и наказание» Ф. М. Достоевского — Раскольников[1]
- «Идиот» Ф. М. Достоевского — Князь Мышкин
- «Три сестры» А. П. Чехова — Вершинин
- «Прошлым летом в Чулимске» — Шаманов
- «Гроссмейтерский бал»
- «Человек и глобус» — Молодой учёный
- «Больше не уходи»
- «Орфей спускается в ад» — Вэл Ксавье

#### Саратовский драматический театр
- «Мадридская сталь» Лопе де Вега — Лисардо
- «Идиот» Ф. М. Достоевского — Князь Мышкин[1]
- «Три сестры» А. П. Чехова — Вершинин[1]
- «Дети Ванюшина» С. А. Найдёнова — Константин
- «Тогда в Тегеране» — Светлов
- «Прошлым летом в Чулимске» А. В. Вампилова — Шаманов[1]
- «Человек, который знал что делать» — Н. Г. Чернышевский

#### Московский драматический театр имени М. Н. Ермоловой
- «Дядя Ваня» А. П. Чехова — Астров
- «Дом, где разбиваются сердца» Б. Шоу — Гектор
- «Батальоны просят огня» Ю. Бондарева — Ермаков
- «Василиса Мелентьева» А. Н. Островского — Колычев
- «Глубокое синее море» Ю. О’Нила — Фредди Пейдж
- «С трёх до шести» Чхаидзе — Авалиани
- «Самая большая маленькая драма» — Светловидов

#### Малый театр
- «Дети Ванюшина» С. А. Найдёнова — Константин
- «Чайка» А. П. Чехова — доктор Дорн
- «Сирано де Бержерак» Э. Ростана — мушкетёр
- «Царь Иоанн Грозный» А. Н. Толстого — Иоанн Грозный
- «Долгий день уходит в ночь» Ю. О’Нила — Джейми

#### Антреприза
- «Старые девы» (с Инной Чуриковой и Зинаидой Шарко)
- «Невеста напрокат» (с Еленой Прокловой, Юлией Такшиной и другими)

### Роли в кино
| Год       |     | Название                                    | Роль |
| --------- | --- | ------------------------------------------- | --- |
| 1973      | ф   | Это сильнее меня                            | Алексей Углов, бригадир                                                                                                   |
| 1974      | ф   | Ещё можно успеть                            | Власов |
| 1975      | ф   | Дожить до рассвета                          | Игорь Ивановский, лейтенант                                                                                               |
| 1975      | мтф | Обретёшь в бою                              | Борис Серафимович Рудаев, сталевар                                                                                        |
| 1976      | ф   | Меня ждут на земле                          | Георгий Станицын, майор, командир экипажа                                                                                 |
| 1976      | мтф | Обычный месяц                               | Крылов |
| 1977      | ф   | Приезжая                                    | Фёдор Семёнович Баринев, жених Марии                                                                                      |
| 1977      | ф   | Риск — благородное дело                     | Юрий Русанов, спортсмен-десятиборец, позже — каскадёр и киноактёр                                                         |
| 1979      | ф   | Похищение «Савойи»                          | Гидо Торстенсен, наркокурьер, угонщик самолёта «Савойя», перешедший на сторону пассажиров                                 |
| 1979      | тф  | Так и будет                                 | гвардии майор Пётр Семёнович Рыжухин                                                                                      |
| 1980      | ф   | Белый ворон                                 | Аркадий Васильев |
| 1980      | ф   | Белый снег России                           | Александр Алехин |
| 1980      | тф  | Следствие ведут ЗнаТоКи. Ушёл и не вернулся | Сергей Иванович Миловидов, инженер на красильной фабрике, муж Алёны                                                       |
| 1980      | ф   | Через тернии к звёздам                      | Олег Дрейер |
| 1981      | ф   | Бешеные деньги                              | Савва Геннадич Васильков                                                                                                  |
| 1981      | ф   | Карнавал                                    | Ремизов, отец мальчика Коли                                                                                               |
| 1981      | ф   | Мужики!..                                   | Павел Матвеевич Зубов |
| 1981      | ф   | Фронт в тылу врага                          | Александр Карасёв, майор                                                                                                  |
| 1982      | ф   | Домой!                                      | Иванов |
| 1982      | ф   | Свидание                                    | Иван |
| 1983      | ф   | День командира дивизии                      | Константин Рокоссовский                                                                                                   |
| 1983      | ф   | Молодые люди                                | Иван Петрович Рубцов, директор                                                                                            |
| 1983      | ф   | Одиноким предоставляется общежитие          | Виктор Петрович Фролов, комендант                                                                                         |
| 1983      | ф   | Признать виновным                           | Сергей Анатольевич Воронин, капитан милиции, старший инспектор уголовного розыска                                         |
| 1983      | мтф | Раннее, раннее утро…                        | Александр Дмитриевич Арсеньев                                                                                             |
| 1984      | ф   | Любовь и голуби                             | Василий Егорович Кузякин                                                                                                  |
| 1984      | ф   | Победа                                      | Михаил Алексеевич Воронов, журналист Совинформбюро                                                                        |
| 1985      | ф   | Змеелов                                     | Павел Сергеевич Шорохов                                                                                                   |
| 1986      | ф   | Время сыновей                               | Фёдор Томин |
| 1986      | ф   | Мы веселы, счастливы, талантливы!           | Петя |
| 1986      | тф  | Встречная полоса                            | Игорь Степанович Беляев, профессор                                                                                        |
| 1986      | ф   | Рысь возвращается                           | Юрий Иванович Дроздов, лесник, новый хозяин Кунака                                                                        |
| 1986      | мтф | Покушение на ГОЭЛРО                         | Никита Григорьевич Бугров, главный инженер станкостроительного завода в городе Краснотальске, одноклассник Игоря Борисова |
| 1987      | ф   | Мужские портреты                            | Александр Васнецов, известный столичный актёр                                                                             |
| 1987      | мтф | Отряд специального назначения               | Николай Кузнецов (Грачёв), разведчик, обер-лейтенант (позже гауптман) Пауль Зиберт                                        |
| 1987      | ф   | Свободное падение                           | «Счастливчик» |
| 1987      | мтф | Дни и годы Николая Батыгина                 | Орефин |
| 1990      | ф   | Нелюдь, или В раю запрещена охота           | Алексей Волохов |
| 1990      | тф  | Очарованный странник                        | Иван Северьянович Флягин                                                                                                  |
| 1991      | ф   | Вербовщик                                   | Олег Зоров, он же Никита Петрович Шалаев, Алекс Фред Келли                                                                |
| 1992      | ф   | Гангстеры в океане                          | Геннадий Иванович, старпом судна «Бердянск»                                                                               |
| 1992      | ф   | Только не уходи                             | Бородин, скульптор |
| 1993      | ф   | Вопреки всему                               | Сергей Николаевич Никонов                                                                                                 |
| 1996      | ф   | Милый друг давно забытых лет…               | Егор Иванович |
| 1997      | кор | В Париже                                    | генерал |
| 1999—2001 | с   | С новым счастьем!                           | Анатолий Васильевич Васильев, преподаватель университета, муж Веры                                                        |
| 2001      | тф  | Женское счастье                             | муж Маргариты |
| 2002      | ф   | Казус белли                                 | эпизод |
| 2003      | ф   | Благословите женщину                        | Юрлов |
| 2004      | с   | На вираже                                   | Олег Кравченко |
| 2005      | с   | Верёвка из песка                            | Кирилл Андреевич |
| 2005      | с   | Есенин                                      | Александр Евгеньевич Хлыстов, подполковник милиции, следователь МУРа                                                      |
| 2005      | тф  | Первый скорый                               | Василий Егорович Кузякин                                                                                                  |
| 2006—2007 | с   | Моя Пречистенка                             | Александр Репнин |
| 2007      | с   | Юнкера                                      | генерал, командир корпуса                                                                                                 |
| 2007      | с   | Одна любовь души моей                       | Михаил Лунин, декабрист                                                                                                   |
| 2008      | ф   | Дедушка в подарок                           | Яков Ильич / Дед Мороз |
| 2009      | с   | Круиз                                       | Николай Иванович Фролов                                                                                                   |
| 2009      | тф  | Разжалованный                               | Владимир Михайлович, бывший комбриг                                                                                       |
| 2009      | ф   | Китайская бабушка                           | Павел |
| 2011      | мтф | Без правил                                  | Палыч |
| 2011      | с   | Манна небесная                              | Григорий Савушкин |
| 2012—2013 | с   | Как выйти замуж за миллионера               | Сергей Петрович Раевский                                                                                                  |
| 2012      | ф   | Подпоручикъ Ромашовъ                        | генерал |
| 2012      | ф   | Поддубный                                   | Максим Иванович, отец Поддубного                                                                                          |
| 2013      | с   | Две зимы и три лета                         | Евсей Мошкин |
| 2013      | с   | Любовь — не картошка                        | Иннокентий Михайлович, художник из Москвы                                                                                 |
| 2013      | тф  | Родная кровиночка                           | Иван Николаевич Краснов, дед Павлика                                                                                      |
| 2014      | ф   | Гвоздь                                      | бомж, спившийся артист |
| 2014      | мтф | Чужое                                       | Виталий Сергеевич |
| 2015      | с   | Цветок папоротника                          | Мичурин |
| 2017      | с   | Мата Хари                                   | Пётр Алексеевич Семихин                                                                                                   |
| 2018      | мтф | Сто дней свободы                            | Пётр Авдеевич Барашков |
| 2021      | кор | Дежавю                                      | Константин |
| 2021      | с   | Стенограмма судьбы                          | Печорский |
| 2022—2025 | с   | Алла-такси                                  | Алексей Семёнович |
| 2022      | ф   | Бультерьер                                  | Виктор Петрович Холодов, дед Макса                                                                                        |
| 2022      | кор | Ида                                         | Иван Никанорович |
| 2023      | ф   | Озеро детства                               | дед Пантелей |
| 2024      | ф   | Позывной «Пассажир»                         | Сергей, отец Николая |
| 2024      | ф   | Ёлки 11                                     | дед Миша |

#### Документальное кино
- 2008 — Русская жертва — от автора

### Озвучивание мультфильмов
- 2015 — Необыкновенное путешествие Серафимы — Серафим Саровский

### Режиссёр кино
- 1992 — Только не уходи

### Сольная дискография
- 2008 — Альбом «Очарованный странник» с группой Евгения Бедненко «Хорус».

### Песни в исполнении Александра Михайлова
- «Князь Владимир» (музыка и слова Владимира Оксиковского) с группой Евгения Бедненко «Хорус»
- «Монастырь» (музыка и слова Владимира Волкова) с группой Евгения Бедненко «Хорус»
- «Вот мчится тройка почтовая» (музыка и слова народные) с группой Евгения Бедненко «Хорус»
- «Оставьте» (музыка Евгения Бедненко, слова Анатолия Поперечного)
- «Тихая моя Родина» (музыка народная, слова Николая Рубцова)
- «Поздняя встреча» (музыка Петре Теодоровича, слова Николая Зиновьева), дуэт с Натальей Гундаревой
- «Римская полночь» (музыка Петре Теодоровича, слова Николая Зиновьева)
- «Городской романс» (музыка Владимира Мигули, слова Александры Очировой)
- «На прозрачной планете» (музыка и слова Евгения Бедненко) с группой Евгения Бедненко «Хорус»
- «Домик окнами в сад» (музыка Александра Морозова, слова Анатолия Поперечного)
- «На шее нет креста» (музыка Юрия Эриконы, слова Николая Зиновьева)
- «Ты меня не любишь» (музыка Юрия Эриконы, слова Сергея Есенина)
- «У церкви стояли кареты» (музыка и слова народные) с группой Евгения Бедненко «Хорус»
- «Доска» (музыка и слова народные) с группой Евгения Бедненко «Хорус»
- «Конь вороной» (музыка и слова Ивана Кононова) с группой Евгения Бедненко «Хорус»
- «Гори, гори, моя звезда» (музыка и слова народные)
- «Серёжка с Малой Бронной» (музыка Андрея Эшпая, слова Евгения Винокурова)
- «В лесу прифронтовом» (музыка Матвея Блантера, слова Михаила Исаковского)
- «Родник» (музыка и слова иеромонаха Романа) с группой Евгения Бедненко «Хорус»
- «На горе, на горушке» (музыка Юрия Мартынова, слова Сергея Каргашина)[26]

## Признание и награды
- Заслуженный артист РСФСР (18 апреля 1983 года)
- Народный артист РСФСР (3 февраля 1992 года) — за большие заслуги в области театрального искусства[2]
- Заслуженный артист Автономной Республики Крым (7 сентября 2009 года) — за многолетний добросовестный труд, высокий профессионализм, развитие международных культурных связей и в связи с 10-летием со дня основания Международного телекинофорума «Вместе»[4]
- Народный артист Приднестровской Молдавской Республики (22 августа 2014 года) — за личный вклад в укрепление культурных связей между Российской Федерацией и Приднестровской Молдавской Республикой[27]
- Почётный деятель искусств города Москвы (29 июля 2010 года)[28]
- Государственная премия РСФСР имени братьев Васильевых (1983) — за исполнение роли Павла Зубова в фильме «Мужики!» (1981)
- Премия Ленинского комсомола (1981) — за воплощение образа современников в кино и высокое исполнительское мастерство
- Орден «За заслуги перед Отечеством» III степени (28 октября 2019 года) — за выдающиеся заслуги в развитии отечественной культуры и искусства, многолетнюю плодотворную деятельность[29].
- Орден «За заслуги перед Отечеством» IV степени (27 декабря 2004 года) — за большой вклад в развитие театрального искусства и многолетнюю творческую деятельность[30]
- Орден Александра Невского (14 марта 2024 года) — за заслуги в развитии отечественной культуры и искусства, многолетнюю плодотворную творческую деятельность[31]
- Орден Почёта (25 октября 1999 года) — за большой вклад в развитие отечественной театральной культуры и в связи со 175-летием Государственного академического Малого театра России[32]
- Почётный знак «За заслуги в развитии культуры и искусства» (28 ноября 2013 года, Межпарламентская ассамблея СНГ) — за значительный вклад в формирование и развитие общего культурного пространства государств — участников Содружества Независимых Государств, реализацию идей сотрудничества в сфере культуры и искусства[33].
- Лучший актёр 1982 года по опросу журнала «Советский экран» за главную роль в фильме «Мужики!»
- Лучший актёр 1986 года по опросу журнала «Советский экран» за главную роль в фильме «Змеелов»
- Приз за лучшую мужскую роль на МКФ славянских и православных народов «Золотой Витязь» (1992, фильм «Очарованный странник»)
- Специальный приз жюри РКФ «Литература и кино» в Гатчине (1997, за фильм «Милый друг давно забытых лет…»)
- Медаль «100 лет подводным силам России» (2006)[34]
- Орден Святого Страстотерпца Царя Николая (2012)[35]
- Памятная медаль «За освобождение Крыма и Севастополя» Института стран СНГ (17 марта 2014) — за личный вклад в дело по возвращению Крыма в Россию[36]
- Премия Гильдии актёров России (2019) — «За выдающийся вклад в профессию»[37].
- Золотая медаль им. С. Ф. Бондарчука «За выдающийся вклад в кинематограф» (2020, кинофорум «Золотой Витязь»)[38].
- Золотая медаль им. Н. Д. Мордвинова «За выдающийся вклад в театральное искусство» (2024, театральный форум «Золотой Витязь»)[39].
- Приз «Лучший актёр телефильма/сериала» III конкурса «ТЭФИ-Летопись Победы» (2021, сериал «Сто дней свободы»)[40]
- Звание «Почётный гражданин Забайкальского края» (2022)[41].